# آلبرت کویکسال
آلبرت کویکسال (به انگلیسی: Albert Quixall) (زادهٔ ۹ اوت ۱۹۳۳ – درگذشته ۱۲ نوامبر ۲۰۲۰) بازیکن فوتبال اهل انگلستان که سابقهٔ بازی در تیم ملی فوتبال انگلستان را در کارنامهٔ خود دارد. وی در تاریخ ۱۰ اکتبر ۱۹۵۳ نخستین بازی ملی خود را در مقابل تیم ملی فوتبال ولز انجام داد و با حضور در ۵ بازی ملی، در تاریخ ۲۲ مه ۱۹۵۵ واپسین بازی ملی‌اش را در برابر تیم ملی فوتبال پرتغال برگزار کرد.